# Rakovnik (Medvode)
Rakovnik is een plaats in Slovenië en maakt deel uit van de gemeente Medvode in de NUTS-3-regio Osrednjeslovenska. De plaats telde 353 inwoners op 1 januari 2020.